# Mesoplodon traversii
El zifio de Travers, mesoplodón de Bahamonde, ballena de diente de pala o ballena picuda de Bahamonde (Mesoplodon traversii) es una especie de cetáceo odontoceto de la familia Ziphidae. Fue el nombre dado a los restos óseos de un zifio encontrado en la isla Pitt (Nueva Zelanda) en 1872.
En la década de 1950 se descubrió otro en una isla de alta mar. En 1986 se encontró en la Isla Robinson Crusoe (Chile), los restos óseos de lo que se pensó correspondía a una nueva especie de zifio, que se llamó Mesoplodon bahamondi o zifio de Bahamonde. Los resultados ADN y la comparación morfológica realizados en 2002 demostraron que en realidad correspondía a la misma especie descrita en 1872, por lo tanto, al zifio de Travers.
En julio de 2024 apareció en Nueva Zelanda el primer ejemplar muerto que los científicos podrán diseccionar en buen estado para su posterior estudio.

## Descripción
Hasta 2012 no se sabía nada sobre este zifio que no sea referente al cráneo y anatomía dental. El carácter distintivo son los grandes dientes del animal, de 23 cm, bastante parecido en tamaño a los de Mesoplodon layardii. Se consideraba, a juzgar por el tamaño del cráneo, que estos zifios medirían entre 5 y 5,5 m de longitud.
Después de encontrarse dos especímenes de más de cinco metros de longitud varados y muertos en una playa de Nueva Zelanda, un estudio en la revista Current Biology ofrece la primera descripción completa de este cetáceo. Se identificaron, en principio, como ballena picuda de Gray debido a su aspecto semejante. La frente es más prominente y más semejante a Mesoplodon layardii, la coloración del rostrum es gris oscuro o negro, a diferencia de los adultos de Mesoplodon grayi, con un parche oscuro en el ojo, pecho blanco y aletas oscuras. El rostrum no permite diferenciar a esta especie de los juveniles de Mesoplodon grayi 
Los ejemplares eran una hembra, que midió 5,3 m, y una cría.

## Comportamiento
Esta especie nunca ha sido vista con vida de modo que nada se sabe de su comportamiento. Es de suponer que no difieren de otros zifios de mediano tamaño, que son especies de aguas profundas que viven solas o en pequeños grupos y que se alimentan de cefalópodos y peces pequeños.

## Población y distribución
Se desconoce su población y tendencia, si bien la UICN considera que sea relativamente rara.
A juzgar por las escasas citas, su área de distribución es el Pacífico Sur o bien circumantártica.